# Будковский, Филипп Вячеславович
Фили́пп Вячесла́вович Будко́вский (укр. Пилип В'ячеславович Будківський; 10 марта 1992, Киев, Украина) — украинский футболист, нападающий луганской «Зари». Выступал за сборную Украины.

## Клубная карьера
Начинал футбольную карьеру в детско-юношеской футбольная лиге Украины, выступая за киевский клуб «Отрадный» из одноимённого микрорайона. Позднее в 2006 году поступил в академию «Шахтёра», где обучался до 2009 года. Дебютировал 22 сентября 2009 за «Шахтёр-3» в Кубке лиги.
За основную команду ни разу не сыграл, зато в первом круге молодёжного первенства стал лучшим бомбардиром. Во второй половине главный тренер молодёжного состава дончан Валерий Яремченко возглавил «Ильичёвец» и пополнил состав некоторым количеством донецких воспитанников, среди которых был и Будковский перешедший на правах аренды. В «Ильичёвце» сыграл в чемпионате 23 матча и забил один гол. Летом 2012 года стал полноправным игроком «Ильичёвца». Однако около полугода Будковский не играл из-за травмы.
В феврале 2013 года вновь стал игроком «Шахтёра», подписав пятилетний контракт. 13 июня 2013 года стало известно, что сезон 2013/14 Будковский проведет в аренде в «Севастополе». В январе 2014 года сроком на два года отправился в аренду в луганскую «Зарю». 14 июля 2016 года на правах годовой аренды перешёл в махачкалинский «Анжи». В январе 2017 года Будковский досрочно вернулся в «Шахтёр». 29 января 2017 года было объявлено о возвращении футболиста в «Анжи» на правах аренды. Перед этим он продлил контракт с «Шахтёром» на 3,5 года.
В 2018 году на правах аренды выступал за французский «Сошо», а в январе 2019 года нападающий вернулся в луганскую «Зарю», подписав контракт с клубом сроком на 2,5 года.

## Карьера в сборной
Выступал за юношеские сборные Украины до 17 и до 19 лет, а также за молодёжную сборную до 21 года. На Кубке Содружества 2012 года забил 5 голов и занял второе место в списке лучших бомбардиров.
9 октября 2014 года дебютировал в составе национальной сборной Украины в матче против Беларуси (2:0).

### Матчи за сборную Украины
| Матчи Филиппа Будковского за сборную Украины | Матчи Филиппа Будковского за сборную Украины | Матчи Филиппа Будковского за сборную Украины | Матчи Филиппа Будковского за сборную Украины | Матчи Филиппа Будковского за сборную Украины | Матчи Филиппа Будковского за сборную Украины | Матчи Филиппа Будковского за сборную Украины |
| №                                            | Дата                                         | Соперник                                     | Счёт                                         | Голы                                         | Соревнование                                 |                                              |
| -------------------------------------------- | -------------------------------------------- | -------------------------------------------- | -------------------------------------------- | -------------------------------------------- | -------------------------------------------- | -------------------------------------------- |
| 1                                            | 9 октября 2014                               | Беларусь                                     | 2:0                                          | —                                            | Отборочные матчи ЧЕ-2016                     |                                              |
| 2                                            | 12 октября 2014                              | Македония                                    | 1:0                                          | —                                            | Отборочные матчи ЧЕ-2016                     |                                              |
| 3                                            | 15 ноября 2014                               | Люксембург                                   | 3:0                                          | —                                            | Отборочные матчи ЧЕ-2016                     |                                              |
| 4                                            | 18 ноября 2014                               | Литва                                        | 0:0                                          | —                                            | Товарищеский матч                            |                                              |
| 5                                            | 27 марта 2015                                | Испания                                      | 0:1                                          | —                                            | Отборочные матчи ЧЕ-2016                     |                                              |
| 6                                            | 31 марта 2015                                | Латвия                                       | 1:1                                          | —                                            | Товарищеский матч                            |                                              |

Итого: 6 матчей / 0 голов; 3 победы, 2 ничьи, 1 поражение.
По состоянию на 31 марта 2015 года.

## Достижения
«Заря» (Луганск)
- Финалист Кубка Украины: 2015/16

«Полесье» (Житомир)
- Победитель Первой лиги Украины: 2022/23

## Статистика выступлений

### Клубная статистика
По состоянию на 22 апреля 2017 года.
| Выступление      | Выступление      | Выступление      | Лига | Лига | Кубки | Кубки | Еврокубки | Еврокубки | Итого | Итого |
| Клуб             | Лига             | Сезон            | Игры | Голы | Игры  | Голы  | Игры      | Голы      | Игры  | Голы  |
| ---------------- | ---------------- | ---------------- | ---- | ---- | ----- | ----- | --------- | --------- | ----- | ----- |
| Шахтер           | Премьер-лига     | 2009/10          | 0    | 0    | 0     | 0     | 0         | 0         | 0     | 0     |
| Шахтер           | Итого            | Итого            | 0    | 0    | 0     | 0     | 0         | 0         | 0     | 0     |
| → Ильичевец      | Премьер-лига     | 2010/11          | 7    | 1    | 0     | 0     | 0         | 0         | 7     | 1     |
| → Ильичевец      | Премьер-лига     | 2011/12          | 15   | 0    | 0     | 0     | 0         | 0         | 15    | 0     |
| → Ильичевец      | Итого            | Итого            | 22   | 1    | 0     | 0     | 0         | 0         | 22    | 1     |
| → Севастополь    | Премьер-лига     | 2013/2014        | 9    | 2    | 1     | 0     | 0         | 0         | 10    | 2     |
| → Севастополь    | Итого            | Итого            | 9    | 2    | 1     | 0     | 0         | 0         | 10    | 2     |
| → Заря           | Премьер-лига     | 2013/14          | 6    | 0    | 0     | 0     | 0         | 0         | 6     | 0     |
| → Заря           | Премьер-лига     | 2014/15          | 25   | 8    | 3     | 0     | 5         | 1         | 33    | 9     |
| → Заря           | Премьер-лига     | 2015/16          | 23   | 14   | 7     | 3     | 4         | 0         | 34    | 17    |
| → Заря           | Итого            | Итого            | 54   | 22   | 10    | 3     | 9         | 1         | 73    | 26    |
| → Анжи           | Премьер-лига     | 2016/17          | 23   | 3    | 2     | 2     | 0         | 0         | 25    | 5     |
| → Анжи           | Итого            | Итого            | 24   | 3    | 2     | 2     | 0         | 0         | 26    | 5     |
| Всего за карьеру | Всего за карьеру | Всего за карьеру | 109  | 28   | 13    | 5     | 9         | 1         | 131   | 34    |

### Выступления за сборную
По состоянию на 31 марта 2015 года.
| Сборная | Год   | Отборочные матчи ЧМ | Отборочные матчи ЧМ | Финальные матчи ЧМ | Финальные матчи ЧМ | Отборочные матчи ЧЕ | Отборочные матчи ЧЕ | Финальные матчи ЧЕ | Финальные матчи ЧЕ | Товарищеские матчи | Товарищеские матчи | Итого | Итого |
| Сборная | Год   | Игры                | Голы                | Игры               | Голы               | Игры                | Голы                | Игры               | Голы               | Игры               | Голы               | Игры  | Голы  |
| ------- | ----- | ------------------- | ------------------- | ------------------ | ------------------ | ------------------- | ------------------- | ------------------ | ------------------ | ------------------ | ------------------ | ----- | ----- |
| Украина | 2014  | -                   | -                   | -                  | -                  | 3                   | 0                   | -                  | -                  | 1                  | 0                  | 4     | 0     |
| Украина | 2015  | -                   | -                   | -                  | -                  | 1                   | 0                   | -                  | -                  | 1                  | 0                  | 2     | 0     |
| Итого   | Итого | 0                   | 0                   | 0                  | 0                  | 4                   | 0                   | 0                  | 0                  | 2                  | 0                  | 6     | 0     |